# Hockey World League 2012-13
De Hockey World League 2012-13 is de eerste editie van de World League en werd gehouden in de tweede helft van 2012, 2013 en begin 2014 in de aanloop naar het wereldkampioenschap hockey voor mannen en wereldkampioenschap hockey voor vrouwen van 2014 in Den Haag. De zeven beste teams in de halve finales plaatsten zich automatisch voor het wereldkampioenschap hockey 2014 voor mannen of vrouwen.

## Mannen
Het mannentoernooi begon op 17 augustus 2012 in Praag. De halve finales, waarin de tickets voor het WK van 2014 werden vergeven, werden gespeeld van 13 tot en met 23 juni in Rotterdam en 29 juni tot en met 7 juli in Johor Bahru. De finale werd gespeeld van 10 tot en met 18 februari 2014 in New Delhi. De Nederlandse hockeyploeg won het toernooi.

## Vrouwen
De Nederlandse hockeyploeg werd de eerste winnaar van het vrouwentoernooi. Het eerste ronde van het toernooi begon op 14 augustus 2012 in Praag. De halve finales, waarin de tickets voor het WK van 2014 werden vergeven, werden gespeeld in Rotterdam en Londen. De finale werd gespeeld van 30 november tot en met 8 december 2013 in San Miguel de Tucumán. De Nederlandse hockeyploeg won het toernooi.
2012-13 (mannen/vrouwen) · 2014-15 (mannen/vrouwen) · 2016-17 (mannen/vrouwen)
Mannen:
ronde 1 ·
ronde 2 ·
halve finale ·
finale
Vrouwen:
ronde 1 ·
ronde 2 ·
halve finale ·
finale